# Microrregión de Avaré
La microrregión de Avaré es una de las  microrregiones del estado brasileño de São Paulo perteneciente a la Mesorregión de Bauru. Su población fue estimada en 2006 por el IBGE en 178.609 habitantes y está dividida en ocho municipios. Posee un área total de 5.928,430 km².

## Municipios
- Águas de Santa Bárbara
- Arandu
- Avaré
- Cerqueira César
- Iaras
- Itaí
- Itatinga
- Paranapanema

## También vea
- Arquidiócesis de Botucatu

- Datos: Q2466041